# Mats Flink
Mats Olof Flink, född 7 december 1955 i Västerås, är en svensk skådespelare och manusförfattare.
Flink har varit engagerad vid teater Galeasen 1984–1994 och därefter frilans på Dramaten, Stockholms Stadsteater samt Riksteatern 1995–2005.

## Filmografi
Roller
- 1986 – Prästkappan (TV-serie)
- 1986 – Jag älskar Stravinskij
- 1987 – Res aldrig på enkel biljett
- 1990 – Kaninmannen
- 1995 – Sommaren
- 1995 – Petri tårar
- 1995 – Happy Days
- 1996 – Grynnan
- 1997 – Inuti
- 1997 – Irma & Gerd (TV-serie)
- 1997 – Snoken (TV-serie)
- 1998 – Stormen
- 1998 – Beck – The Money Man
- 2000 – Skärgårdsdoktorn (TV-serie)
- 2001 – Kaspar i Nudådalen (TV-serie)
- 2002 – Bära hundhuvud
- 2004 – I'm Your Man
- 2006 – Varannan vecka
- 2006 – Världarnas bok (TV-serie)
- 2006 – Mäklarna (TV-serie)
- 2007 – August (TV-serie)
- 2007 – Höök (TV-serie)
- 2007 – Djup snö av Mats Flink
- 2009 – Morden (TV-serie)
- 2010 – Den stilige arbetarpojken
- 2010 – Himlen är oskyldigt blå
- 2011 – Anno 1790 (TV-serie)
- 2012 – Renskrubbat folk

Manus
- 1996 – Grynnan
- 1997 – Tystnadens stad

## Teater

### Roller
| År   | Roll           | Produktion                                                     | Regi            | Teater                |
| ---- | -------------- | -------------------------------------------------------------- | --------------- | --------------------- |
| 1984 |                | Största möjliga tystnad Rickard Günther och ensemblen          | Rickard Günther | Teater Galeasen       |
| 1985 |                | Fiasko Kamrat Rickard Günther och Bodil Lagerås                | Rickard Günther | Teater Galeasen       |
| 1997 | Kuno           | The Black Rider Robert Wilson, Tom Waits och William Burroughs | Rickard Günther | Dramaten              |
| 2003 | Kaptenen Juden | Woyzeck Georg Büchner                                          | Stefan Larsson  | Dramaten              |
| 2007 | Sjamrajev      | Måsen (Чайка, Tjajka) Anton Tjechov                            | Stefan Larsson  | Dramaten              |
| 2010 |                | Den inbillningssjuke (Le Malade imaginaire) Molière            | Åsa Kalmér      | Göteborgs stadsteater |